# Džamija Sinan-bega Boljanića u Čajniču
Džamija Sinan-bega Boljanića je džamija u Čajniču.

## Povijest
Na glasu kao najljepša i najimpozantnija u Čajniču. Bila je jedan od bisera osmanske arhitekture na prostoru goraždanskog muftijstva.
Džamiju je dao podići u središtu Čajniča 1570. godine Sinan-beg Boljanić. Kao spomenik prve kategorije bila je uvrštena na popis svjetske baštine. U srpskoj agresiji na BiH potpuno je srušena, dva turbeta i šadrvan u njenom haremu 8. lipnja 1992. godine. Temelje je prekrio veliki sloj zemlje i smeća zbog čega je kod obnove moralo se pronaći temelje i raščistiti teren.
Mjesto i ostatci građevne cjeline proglašeni su 6. srpnja 2004. godine nacionalnim spomenikom Bosne i Hercegovine. Čine ga mjesto i ostatci džamije, mezarje, šadrvan i turbe u okviru haremskog zida, haremski zid s ulaznom kapijom i česmom i turbe s mezarjem preko puta harema džamije.
Džamiju se obnavlja od srpnja 2016. godine. Kamen temeljac za obnovu džamije položen je u nedjelju 17. srpnja. Usporedno s njome gradi se turbe u haremu džamije i turbe pored harema. 
Novac za obnovu priskrbila je Glavna direkcija vakufa Republike Turske u suradnji s Vakufskom direkcijom IZ u BiH.